# Tlemcen
Tlemcen (arabisch تلمسان, DMG Tilimsān; berberisch ⵜⵍⴻⵎⵙⴻⵏ Tlemsen; bei Leo Africanus auch Telensin) ist eine ca. 150.000 Einwohner zählende Großstadt im Nordwesten Algeriens nahe der Grenze zu Marokko; sie ist Hauptstadt der Provinz Tlemcen. Ibn Chaldūn bezeichnete sie im ausgehenden 14. Jahrhundert als das Zentrum des mittleren Maghreb.

## Lage
Tlemcen liegt gut 150 km (Fahrtstrecke) südwestlich von Oran am Fuße des Jebel Terni in einer Höhe von etwa 750 bis 830 m. Die algerische Hauptstadt Algier ist gut 500 km in nordöstlicher Richtung entfernt; dagegen befindet sich die aus merinidischer Zeit stammende Stadt Mansourah nur ca. 5 km südwestlich. Die Stadt liegt auf einer Kalkhochebene und wird vom südlichen Hang des Lalla Setti gesäumt; weitere Hochebenen in der Region sind die Safsaf und die des Oued Tafna. Das Klima ist gemäßigt bis warm; Regen (ca. 485 mm/Jahr) fällt überwiegend im Winterhalbjahr.

### Klima
|                       | Jan  | Feb  | Mär  | Apr  | Mai  | Jun  | Jul  | Aug  | Sep  | Okt  | Nov  | Dez  |   |       |
| Mittl. Tagesmax. (°C) | 14,5 | 16,0 | 18,0 | 19,8 | 23,6 | 28,8 | 33,0 | 33,6 | 29,1 | 24,1 | 18,7 | 16,1 | ⌀ | 23    |
| Mittl. Tagesmin. (°C) | 5,3  | 6,3  | 7,6  | 8,7  | 11,3 | 15,1 | 18,1 | 18,9 | 16,1 | 12,9 | 9,1  | 7,2  | ⌀ | 11,4  |
|                       |      |      |      |      |      |      |      |      |      |      |      |      |   |       |
| Niederschlag (mm)     | 61,2 | 65,2 | 64,3 | 42,3 | 40,0 | 6,9  | 3,4  | 3,6  | 18,1 | 37,1 | 56,1 | 46,6 | Σ | 444,8 |
|                       |      |      |      |      |      |      |      |      |      |      |      |      |   |       |
| Regentage (d)         | 8,4  | 8,1  | 7,9  | 7,6  | 7,1  | 3,1  | 1,2  | 1,9  | 4,1  | 6,8  | 7,3  | 8,3  | Σ | 71,8  |

| 5,3 |

| 6,3 |

| 7,6 |

| 8,7 |

| 11,3 |

| 15,1 |

| 18,1 |

| 18,9 |

| 16,1 |

| 12,9 |

| 9,1 |

| 7,2 |

| 5,3 |

| 6,3 |

| 7,6 |

| 8,7 |

| 11,3 |

| 15,1 |

| 18,1 |

| 18,9 |

| 16,1 |

| 12,9 |

| 9,1 |

| 7,2 |

## Bevölkerung
| Jahr      | 1977   | 1987    | 1998    | 2008    |
| --------- | ------ | ------- | ------- | ------- |
| Einwohner | 96.028 | 110.242 | 132.341 | 140.158 |

Bereits seit der Kolonialzeit erlebt Tlemcen eine enorme Zuwanderung aus anderen Regionen Algeriens. Die nur ca. 5 km südwestlich gelegene Stadt Mansourah mit ihren ca. 60.000 Einwohnern gilt überdies als Wohn- und Schlafstadt Tlemcens.

## Geschichte
Tlemcen liegt an einer von Berbern bewohnten und bereits in der Antike bedeutsamen Ost-West-Verbindung im Norden des Maghreb; die Römer nannten sie Pomaria. Nach dem Zerfall des Römischen Reiches entstanden mehrere kleinere Berberkönigreiche.
In den Jahren um 710 wurde der gesamte Maghreb im Zuge der islamischen Expansion von den Arabern eingenommen. Im Jahr 1079 gründeten die marokkanischen Almoraviden eine neue Stadt, doch mussten sie im Jahr 1143 den Almohaden weichen. Auch die ebenfalls marokkanischen Meriniden belagerten und beherrschten im frühen 14. Jahrhundert zeitweise die Stadt und ihr Umland. Ihre Blütezeit erlebte die Stadt, als sie unter den Abdalwadiden, auch bekannt als Ziyaniden, mit Unterbrechungen von 1236 bis 1554 Hauptstadt eines unabhängigen Sultanats im Maghreb war, welches auch von der Zuwanderung von vertriebenen Juden und Muslimen aus Al-Andalus profitierte. 
Ab der Mitte des 16. Jahrhunderts beherrschten die Osmanen weite Teile Nordafrikas bis nach Tlemcen, das im Beylik des Westens lag. Aus der Verbindung von Janitscharen mit algerischen Frauen entstand die Bevölkerungsgruppe der Kuloğlu. Auch wenn ihnen in Algier die geborenen Türken höhere Verwaltungsfunktionen vorenthielten, gelang es mehreren Kuloğlu in Tlemcen, in hohe Positionen der Provinzverwaltung aufzusteigen.
In Tlemcen dauerte die französische Kolonialzeit von 1842 bis 1962, sie begann damit später als in anderen Landesteilen. 1896 zählte die Stadt 34.866 Einwohner, davon waren 25.031 Muslime und 4694 Juden, es gab 3472 Franzosen und 1669 weitere Europäer. Von 1954 bis 1962 währte der Algerienkrieg. Bis zum Kriegsende und der Unabhängigkeit gehörte Tlemcen zum 1956 neu eingeteilten französischen Verwaltungsgebiet Wilaya 5.
Nach der Unabhängigkeitserklärung Algeriens am 5. Juli 1962 entstand in Tlemcen eine parteiinterne Abspaltung des FLN unter Ahmed Ben Bella und Houari Boumedienne, die ab dem 10. September 1962 die Provisorische Regierung der algerischen Republik (GPRA) in der Hauptstadt Algier entmachtete und fortan die Regierung Algeriens stellte.

## Sehenswürdigkeiten

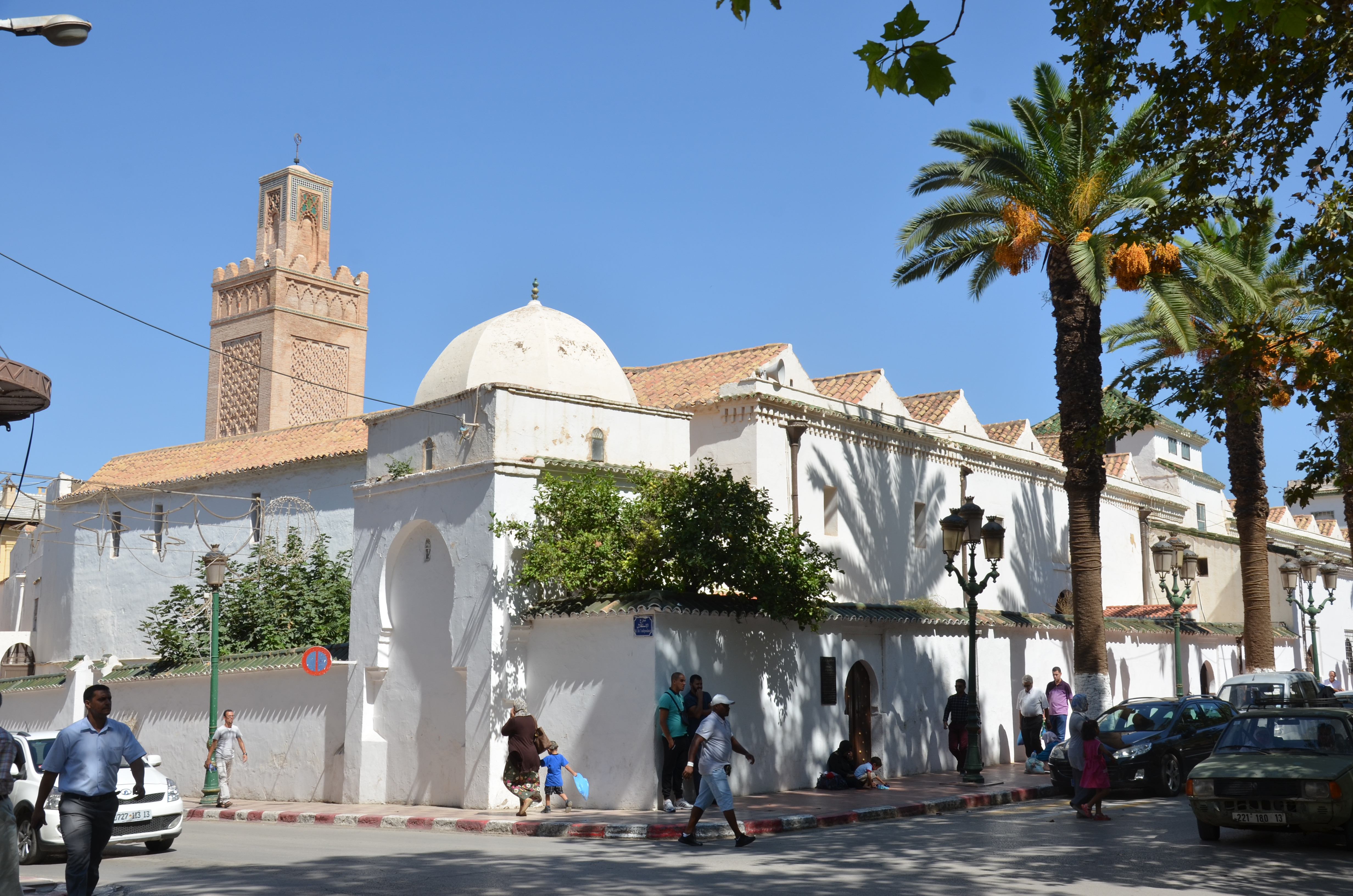
Große Moschee, fertiggestellt 1136

### Al Mechouar und Medina
- Die Zitadelle, arabisch Al Mechouar, beherbergt einen Palast und zwei Moscheen.
- Die Medina (Altstadt) schließt sich nördlich an die Mechouar an und ist teilweise noch von ihrer mittelalterlichen Mauer begrenzt. Etwa die Hälfte der Fläche besteht aus traditionell arabisch angelegten Quartieren, der Rest aus französisch-kolonial geprägten Quartieren. Es existieren Bauwerke, die Zeugnisse eines hohen kulturellen Standes islamischer Kultur repräsentieren. In den schachbrettartigen Straßenanlagen der Kolonialzeit hat man Platanenalleen angelegt.
- Ruinen des Sultanspalastes (Bilder in WM Commons) knapp östlich der Altstadt.

### Moscheen
Moscheen in der Innenstadt:
- Die Große Moschee wurde unter den Almoraviden gegründet und stammt in ihrer heutigen Gestalt aus dem Jahr 1136.
- Die Moschee des Sidi Ben Hassen beherbergt heute das Musée National d'Art et d'Histoire de Tlemcen. Es zeigt Exponate archäologischer Grabungen, prähistorische Funde und geologischer Verhältnisse aus der Region. Eine Besonderheit dieser Moschee bildet der prachtvoll gestaltete Mihrāb mit einem Stalaktitgewölbe.
- In der Moschee des Sidi Haloui wird die Decke des Beetsaals von Onyxmarmorsäulen mit gestalteten Kapitellen gestützt.

Moscheen in Vororten:
- Grabkapelle und Moschee des Abu Madyad/Bou Medienne (Fotos in WM Commons) in Al Ubbad[12]

### Antike Spuren
- Die römische Siedlung Pomaria nordöstlich der Stadt

### Jüngere Ensembles
- Islamisches Kulturzentrum Tlemcen

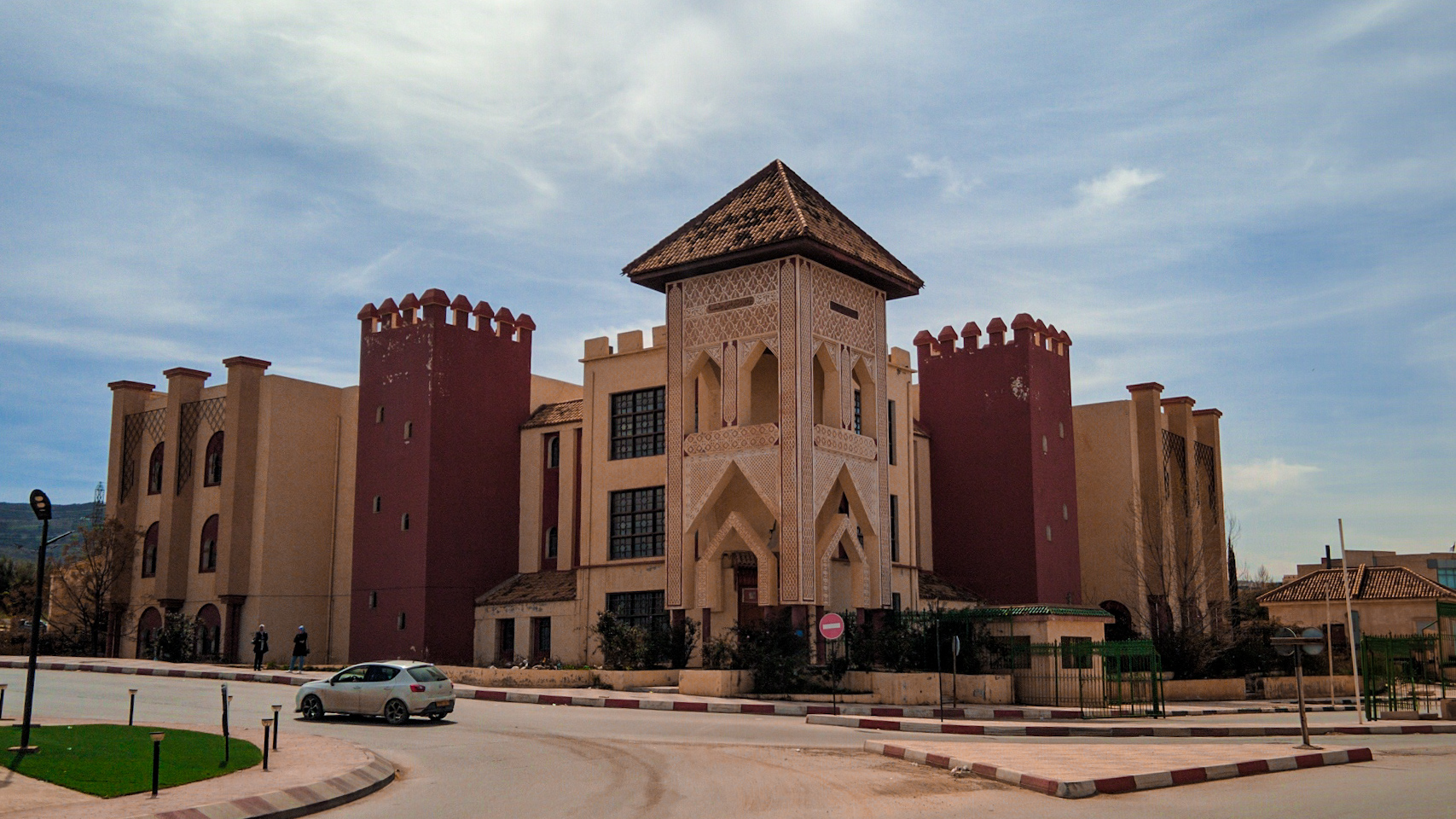
Islamisches Kulturzentrum

- Jardin d'El Hartoun, öffentliche Parkanlage mit einer Vielzahl von Gehölzen und anderen Pflanzen, teilweise beschildert
- Der Freizeit- und Ferienpark Lala Setti (Bilderkategorie im WM Commons) ist durch eine Seilbahn mit dem Zentrum verbunden.

## Zentrum des Sufismus
Der bedeutendste Sufi der Stadt war Abū Madyan, der 1126 als Schu'aib ibn Husain in Sevilla geboren wurde, in Mekka und Bagdad die Erfahrungen für seine Glaubenslehre erwarb und sich schließlich im Dorf El Ubbad (al-ʿUbbād al-Suflī) bei Tlemcen niederließ. Nach seinem Tod 1197/98 wurde sein Grabmal (qubba) Ziel von jährlichen Pilgerfahrten. Ein anderer verehrter und einflussreicher Sufi-Mystiker aus dem 12. Jahrhundert ist Abdallah es-Schudhi, der ein angesehener Richter in Sevilla war, bis er nach langen Reisen in Tlemcen hängenblieb, wo er Süßigkeiten an Kinder verkaufte und als Heiliger erkannt wurde.

## Wirtschaft
Im weiteren Umfeld der Stadt gibt es Lagerstätten farbiger Sinterkalke, die teilweise bereits in der römischen Epoche ausgebeutet wurden. Als wertvolle farbige Dekorationsgesteine wurden sie in der Architektur nicht nur Tlemcens verwendet, sondern auch in Fès und schließlich sogar in Paris.
Wirtschaftliche Bedeutung hat insbesondere die Produktion von Teppichen, Lederwaren und Textilien.
Die Wiederaufnahme des Eisenbahnverkehrs zwischen Oran und Tlemcen über Sidi bel Abbès hat der Wirtschaft der Stadt beträchtlichen Auftrieb gegeben. Mit der Verbindung zwischen Tlemcen mit Maghnia konnte der Transport von Waren und Produkten der Tlemcener Wirtschaft erleichtert und dadurch auch gesteigert werden, insbesondere der Zugang zu Häfen wie Ghazaouet.

## Verkehr
Der Flughafen Tlemcen - Zenata - Messali El Hadj liegt 22 km nordwestlich der Stadt. Die Stadt besitzt eine Seilbahn, die 2009 eingeweiht wurde und die westlichen Bezirke mit der Lalla-Setti-Hochebene verbindet. Tlemcen liegt an der Ost-West-Autobahn nach Annaba. Die Eisenbahn erlebte seit den frühen 1990er Jahren einen Aufschwung, ein Intercity-Zug verbindet Tlemcen mit Sabra.

## UNESCO-Kulturerbe
2012 wurde Die Hochzeitsriten und Kostümherstellung in Tlemcen von der UNESCO in die Repräsentative Liste des immateriellen Kulturerbes der Menschheit aufgenommen.

## Persönlichkeiten
Wissenschaft
- Al-Maqqarī (1591–1632), Historiker
- Abdelhamid Benachenhou (1907–1976), Historiker
- Paul Bénichou (1908–2001), französischer Romanist und Literaturwissenschaftler
- Maurice Lévy (1922–2022), Physiker
- Abdelmadjid Meziane (1929–2001), Theologe

Kunst
- Eugénie Buffet (1866–1934), Sängerin
- Larbi Bensari (1867–1964), Musiker
- Henri Dickson (1872–1938), Sänger
- Cheikha Tetma (1891–1962), Musiker
- Abdelhalim Hemche (1906–1979), Maler
- Abdelkrim Dali (1914–1978), Musiker
- Mohammed Dib (1920–2003), Schriftsteller
- Bachir Yellès (1921–2022), Maler
- Djilali Sari (* 1928), Soziologe und Historiker
- Kamel Malti (1942–2011), Musiker
- Choukri Mesli (* 1931), Maler
- Omar Dib (1940–2011), Historiker und Journalist
- Marie-Claude Gay (* 1942), französische Romancière
- Maurice Bénichou (1943–2019), französischer Schauspieler
- Rachid Baba Ahmed (1946–1995), Sänger und Musikproduzent
- Latifa Ben Mansour (* 1950), Schriftstellerin
- Patrick Bruel (* 1959), französischer Sänger und Schauspieler

Sport
- Jacques Aletti (* 1955), französischer Hochspringer
- Kerzazi Abdelghani (* 1957), Boxer
- Mohamed Zaoui (* 1960), Boxer
- Bettaj Tarek (* 1968), Fußballer
- Brahimi Mohamed (* 1970), Fußballer
- Kherris Kheireddine (* 1973), Fußballer
- Anwar Boudjakdji (* 1976), Fußballer
- Kamel Habri (* 1976), Fußballer
- Dahlab Ali (* 1976), Fußballer
- Mezair Hichem (* 1978), Fußballtorwart
- Abdelhak Etchiali (* 1981), Fußballschiedsrichterassistent

Politik
- Messali Hadj (1898–1974), Nationalist und Politiker
- Hocine Benachenhou (1898–1979), Politiker
- Sidi-Mohammed Benmansour (1938–1998), Revolutionär
- Mourad Medelci (1943–2019), Politiker
- Abdellatif Benachenhou (* 1943), Politiker
- Gérard Gouzes (* 1943), Anwalt und französischer Politiker
- Sami Naïr (* 1946), Politiker